# Mads Rasmussen
Mads Rasmussen, född den 24 november 1981 i Nykøbing Falster i Danmark, är en dansk roddare.
Han tog OS-guld i lättvikts-dubbelsculler i samband med de olympiska roddtävlingarna 2012 i London.